# Їжак Шедоу
Їжак Шедоу (яп. シャドウ・ザ・ヘッジホッグ, Шядо: дза Хеджіхоґґу, англ. Shadow the Hedgehog) персонаж серії ігор Sonic the Hedgehog, створений студією Sonic Team, що належить компанії Sega.
Шедоу - чорний антропоморфний їжак, створений Sega як протилежність протагоністу серії їжаку Соніку. Ідея створення персонажа прийшла під час розробки Sonic Adventure 2. За підсумками кількох обговорень було вирішено зробити основною темою гри протистояння між добром та злом. Спеціально для платформера розробники створили двох нових персонажів для «темної» сторони: їжака Шедоу і кажана Руж. Характер їжака та його загальний задум належали геймдизайнеру Такаші Іізуці, тоді як за зовнішній вигляд відповідав художник Юдзі Уекава. Крім можливості пересуватися з надзвуковою швидкістю, Шедоу має прийом chaos control, завдяки якому він може переміщатися в часі та просторі за допомогою Смарагду Хаосу.
Спочатку Шедоу повинен був з'явитися тільки в Sonic Adventure 2, проте через велику популярність персонажа серед фанатів франшизи, Sonic Team вирішила використати його і в наступних проєктах, одним з яких згодом стала окрема гра про чорного їжака. Думки журналістів про героя розійшлися: одні вважають його непоганим антагоністом та суперником Соніка, тоді як інші назвали Шедоу одним із «зайвих» персонажів серії ігор Sonic the Hedgehog.

## Характеристики
Зовнішній вигляд героя був створений художником Юдзі Уекавою. Шедоу має чорну шерсть, біле хутро на грудях та червоні смуги на руках та ногах, голках та у куточках очей. Крім рукавичок, їжак носить кільця-браслети на руках і ногах, які допомагають йому контролювати обсяг використовуваної енергії. Без нього його швидкість і сила збільшуються, але від цього він швидше втомлюється. Зіниці червоного кольору. Декілька голок з боків голови у Шедоу спрямовані вгору, а дві голки посередині вниз. Деякі дрібні зміни у зовнішності персонажа були зроблені у грі Sonic the Hedgehog 2006 року: він став більш струнким, високим, колір очей став ближчим до помаранчевого. Крім іншого, Шедоу також відрізняється від інших персонажів серії своїм взуттям, що має назву «Air Shoes»: черевики пофарбовані в червоний, білий та чорний кольори; у язичка, як і на руках, є кільця; знизу, на підошвах, розташовані чотири отвори, які служать для виведення потужних потоків повітря, щоб можна було ширяти над землею і пересуватися з надзвуковою швидкістю. Також їжак не схильний до процесу старіння, хоча йому хронологічно понад 50 років. Ростом персонаж дорівнює 100 сантиметрам, вага - 35 кілограмів.
Шедоу було створено на космічній колонії АРК як найвища форма життя. Там же він дружив із дівчиною, на ім'я Марія - онукою його творця професора Джеральда Роботніка. Через деякий час уряд вважав створення вищої форми життя справою потенційно небезпечним для людства і здійснив рейд на станцію АРК із метою закрити проєкт. У результаті атаки Марія, яка намагалася захистити їжака, була вбита, але перед смертю сказала йому, що він був створений з метою допомагати людям. Після цього Шедоу був схоплений військами й поміщений у стан анабіозу, з якого через 50 років його виводить доктор Еґман - онук Джеральда. Їжак в іграх, коміксах та мультфільмах зображується як холоднокровний і цілеспрямований персонаж. Він не пошкодує нічого, щоб досягти своєї мети. Найчастіше діє самотужки, але за необхідності об'єднується з іншими героями. Спочатку працював з Еґманом і, попри те, що доктор часто їм маніпулює, Шедоу має до нього певну повагу і досі, час від часу, співпрацює з ним. Найближчими його товаришами є кажан Руж і зрадник Еґмана робот E-123 Омега - їжак довіряє їм і цінує їх як союзників. У нього складні взаємини із Соніком, якого він вважає своїм головним суперником: вони часто стикаються один з одним у битвах через різницю у поглядах, але якщо перед ними стоять спільні проблеми, намагаються діяти спільно. Всупереч особистому неприязні до всього людства, він зберігає вірність і постійно слідує присязі, яку дав своїй близькій подрузі Марії: захищати всіх людей від зла на планеті, схожій на Землю, і допомагати тим, хто перебуває в біді.
Завдяки згаданим вище черевикам «Air Shoes», за швидкості бігу Шедоу не поступається Соніку. Крім стандартних для всіх героїв серії прийомів - spin dash (персонаж розганяється на місці, перекочується у вигляді клубка і на високій швидкості використовується для атаки на противників) і homing attack (атака найближчого супротивника у стрибку із самонаведенням), - Шедоу вміє (як і Фенг Снайпер, персонаж перших ігор серії) користуватися вогнепальною зброєю. Особливим прийомом чорного їжака є chaos control - здатність керувати енергією Смарагдів Хаосу для пересування у просторі та часі. Як і Сонік, при використанні всіх семи смарагдів Хаосу він може трансформуватися у свою суперформу, під час якої його шерсть змінює свій колір із чорною на золотисто-жовтий колір, а очі стають червоно-червоними.

## Поява

### Ігри

Їжак Шедоу дебютував у грі Sonic Adventure 2, це зображення створювалося для реклами гри Юдзі Накою.

Дебютом для Шедоу стала гра Sonic Adventure 2, що вийшла в червні 2001 року для консолі Dreamcast. Після пробудження їжака від анабіозу доктором Еґманом він прикидається лояльним злому вченому і «допомагає» йому (разом з Руж) захопити владу над усім світом. Насправді персонаж своїми вчинками намагається помститися людству за смерть своєї подруги, Марії. Зрештою, завдяки словам їжачки Емі Роуз, Шедоу згадує справжнє прохання Марії і жертвує своїм життям заради порятунку світу. Герой повертається в Sonic Heroes, де Руж знаходить його (разом з роботом E-123 Омегою) живим на одній із секретних баз Еґмана. Кожен з них хоче розібратися з докторем, і всі троє об'єднують зусилля з метою знайти його. У Shadow the Hedgehog Шедоу розмірковує про своє минуле, більшість спогадів, про які були «стерті» після його уявної загибелі в Sonic Adventure 2. Раптова атака в схожу на Землю планету раси прибульців Блек Армс змушує Шедоу або співпрацювати з Блек Думом, який пропонує розкрити їжаку всю правду про створення, або захищати людей від монстрів.
Важливу роль Шедоу грає у сюжеті гри Sonic the Hedgehog 2006 року. Відповідно до історії, їжак працює на урядову організацію G.U.N. і разом зі своєю партнеркою Руж виконує віддані вищим керівництвом доручення та завдання. Герой зустрічається у версії Sonic Colors для портативної ігрової системи Nintendo DS, де він разом з іншими персонажами допомагає Соніку та Тейлзу боротися проти доктора Еґмана, який зумів поневолити расу віспів з метою використати їхню енергію у своїх злісних намірах.  У платформері Sonic Generations Шедоу є одним із босів гри, у якого потрібно відібрати Смарагд Хаосу. Незважаючи на бій, чорний їжак все-таки підбадьорює Соніків (класичного та сучасного) під час фінальної битви з монстром Пожирачем часу, а наприкінці гри він разом з усіма потрапляє на галявину, де герої влаштовують пікнік на честь дня народження синього їжака. У грі Sonic Forces Шедоу є одним із союзників Соніка та опору, що веде війну проти Еґмана та його армії. Потім Шедоу з'являється в гоночній грі Team Sonic Racing, де разом з рештою героїв підозрює Еґмана в розробці нового злодійського плану і збирається зупинити його, а також продовжує змагатися із Соніком за звання найшвидшого персонажа. У інших проєктах основний серії Шедоу або з'являється, або згадується героями гри.
Крім основних ігор серії, персонаж був присутній і в деяких спінофах франшизи (наприклад, Sonic Battle і Sonic Chronicles: The Dark Brotherhood). Шедоу з'являвся в серії Sonic Storybook, причому його роль в іграх відрізняється: якщо в Sonic and the Secret Rings він доступний тільки як один з персонажів режиму «Party», то в Sonic and the Black Knight чорний їжак вже бере безпосередню участь у історії ролі сера Ланселота. Їжак також неодноразово з'являвся і в інших ігрових серіях. Він є одним із ігрових персонажів у серіях ігор Sega Superstars та Mario & Sonic. Герой з'являється у файтинг-кроссоверах Super Smash Bros. Brawl та Super Smash Bros. for Nintendo 3DS and Wii U, де він допомагає гравцеві уповільнювати швидкість пересування суперників за допомогою прийому chaos control. Чорний їжак разом із Соніком з'явився як камео у рольовій грі Hero Bank 2, а в Lego Dimensions він був присутній як неігровий персонаж на рівнях з франшизи Sonic the Hedgehog.

### Мультфільми
Шедоу з'явився у двох мультсеріалах за мотивами ігор серії Sonic the Hedgehog — «Сонік Ікс» та «Сонік Бум». В аніме «Сонік Ікс» Шедоу дебютував у сьомому епізоді другого сезону, який став початком арки, що екранізує події гри Sonic Adventure 2. Після 12-ї серії герой довгий час не з'являвся в мультсеріалі, однак у сьомій серії третього сезону він повернувся до сюжетної лінії, де був присутній аж до останньої серії серіалу. До того, як аніме вийшло в ефір, його творці відзняли два пілотні випуски, що не транслювалися по телебаченню. Крім основних героїв, у цих двох епізодах був присутній Шедоу, що могло означати, що їжак повинен був стати одним з головних героїв аніме і з'явитися ще на самому початку мультсеріалу.
У «Сонік Бум» Шедоу з'явився лише в останньому епізоді першого сезону – «Об'єднання Зла» та у двох останніх епізодах другого сезону – «Нова гра. Частина 1» та «Нова гра. Частина 2». За сюжетом епізоду «Об'єднання Зла» всі противники Соніка об'єднуються в одну команду на чолі з Еґманом, щоб раз і назавжди покінчити із синім їжаком. Злодії просять Шедоу приєднається до них, проте після їх програшу у битві із Соніком, Шедоу залишає групу і намагається розправитися зі своїм суперником самостійно. Як згодом зізнавався сценарист «Сонік Бум» Алан Дентон, спочатку творці не хотіли використовувати Шедоу в сюжеті, оскільки їм не вдавалося зробити його досить «кумедним», проте врешті-решт їм вдалося досягти необхідного результату і персонаж незабаром був доданий до мультсеріалу. За сюжетом епізоду «Нова гра» Еґман замислює створення відеоігри як головного героя. За допомогою монтажу він створює підроблений відеозапис, на якому Сонік нібито ображає Шедоу, і показує її чорному їжу з метою підлаштувати бійку між ними, щоб записати на камеру їхні бойові рухи і потім використати їх для анімації свого персонажа у своїй відеогрі. Коли Шедоу дізнається, що Еґман його обдурив, він починає полювати на доктора, щоб жорстоко помститися. Коли це не виходить, він замислює знищити весь Всесвіт, проте герої його зупиняють.

### Кінематограф
Шедоу з'являється у сцені після титрів фільму «Їжак Сонік 2».

### Друкована продукція
Перша поява Шедоу на сторінках коміксів відбулася у серії Sonic the Hedgehog від видавництва Archie Comics — у 98-му випуску, що вийшов у липні 2001 року, де був частково переказаний сюжет Sonic Adventure 2. Решта історії гри була розказана у другому випуску журналу Sonic Universe: спочатку Шедоу також допомагав доктору Еґману захопити світ і помститися людству за смерть Марії, однак після того, як він усвідомив, що остання не хотіла цього, приєднується до команди Соніка «Борці за Свободу і допомагає їм зупинити процес знищення Мобіуса (аналог Землі в коміксах). Закінчується сюжетна арка таким самим чином, як і в покаледній в її основу грі: Шедоу жертвує собою, щоб врятувати планету від зіткнення з космічною станцією АРК.
Після адаптації більшість наступних сюжетів за участю Шедоу були створені сценаристами самостійно та не мають, крім персонажів, нічого спільного з іграми франшизи. Тим не менш, герой з'являвся в комікс-адаптаціях інших ігор серії, наприклад, Sonic Heroes і Shadow the Hedgehog. Крім основної серії коміксів Sonic the Hedgehog, Шедоу був присутній в останньому сороковому випуску коміксової серії, створеної за мотивами мультсеріалу «Сонік Ікс». Шедоу є також у новій лінійці коміксів від компанії IDW, яка почала виходити з 2018 року.

## Ідея та створення

Ранні концепт-арти демонструють кілька ідей для зовнішнього вигляду Шедоу. Вперше були продемонстровані публіці 25 червня 2016 року, у парку розваг, на заході, присвяченому 25-річчю франшизи Sonic the Hedgehog

Після виходу Sonic Adventure 1999 року, розробники розпочали створення її сиквела. У процесі розгляду різних концептів майбутньої гри Sonic Team зупинилася на варіанті, що передбачав поділ історії на дві різні частини: команди героїв та команди лиходіїв. Було вирішено, що у кожній групі буде по три персонажі. Коли у команду героїв потрапили Сонік, лис Тейлз і єхидна Наклз, для темної команди розробники вирішили на додаток до доктора Еґмана створити двох нових персонажей. Одним із цих персонажів і став Шедоу. Ідея створити «темного їжака», який є антиподом Соніка, належала керівнику розробки Sonic Adventure 2, Такаші Іізуці. За зовнішній вигляд персонажа відповідав художник Юдзі Уекава – автор нинішнього дизайну героїв серії починаючи з Sonic Adventure. У кількох ранніх малюнках Шедоу зображувався з темно-синьою шерстю, шрамом на оці, червоним шарфом, візором і, що нехарактерно для персонажів франшизи, з яскраво вираженими м'язами. Він також мав інший дизайн рукавичок та взуття. У кінцевому рахунку зовнішній вигляд персонажа був кардинально змінений: у фінальному варіанті він став чорним їжаком без виділеної мускулатури, візора та шрамів.
Бажання створити суперника для Соніка як його антипода було у творців ще за часів розробки першої Sonic Adventure. Реалізувати задум було вирішено у сиквелі гри, оскільки це вписувалося б у ідею поділу геймплею та сюжету на дві частини. Після виходу Sonic Adventure 2 творці не планували використовувати Шедоу у наступних іграх, однак через деякий час вони переглянули свої плани, звернувши увагу на високу популярність героя серед шанувальників серії. Це призвело до «воскресіння» Шедоу у Sonic Heroes та Sonic Battle. Надалі висока популярність персонажа спричинила створення окремої гри, повністю присвяченої чорному їжаку.
На відміну від дружелюбного та веселого Соніка, Шедоу був створений похмурим та таємничим героєм. Розробники вирішили особливо підкреслити це в Shadow the Hedgehog, де одним з основних елементів ігрового процесу стало використання головним героєм вогнепальної зброї та транспорту, що разюче відрізнялося від інших частин франшизи. За словами продюсера гри Юдзі Наки, використання зброї ідеально підходить до образу Шедоу. Розробники також дозволили використовувати в діалогах з їжаком такі табуйовані слова, як «біс» (англ. damn) або «пекло» (англ. hell). Крім того, персонаж має власні музичні теми, виконані різними колективами. У Sonic Adventure 2 йому присвячена композиція «Throw It All Away», виконана Евереттом Бредлі. Пізніше кавер-версія цієї пісні звучала у Sonic and the Black Knight під назвою «Sir Lancelot Appears». У Shadow the Hedgehog, крім пісні «I Am… All Of Me», що є головною темою гри (виконана Crush 40), для кожної з різних кінцівок була створена своя окрема пісня: «All Hail Shadow» (добра кінцівка, виконана Manga-Fi), «The Chosen One» (кінцівка героя, виконана групою A2), «Almost Dead» (кінцівка лиходія, виконана Powerman 5000), «Waking Up» (нейтральна кінцівка, виконана Julien-K) і «Never Turn Back» (Фінал, виконана Crush 40). У Sonic the Hedgehog 2006 головною темою їжака є кавер-версія «All Hail Shadow», виконана групою Crush 40. Скорочена версія цієї пісні грає і в Sonic Generations під час битви з Шедоу.

### Озвучування
Японською Шедоу з моменту дебюту в Sonic Adventure 2 і до сьогодні озвучує актор Кодзі Юса, відомий за ролі Джин Ічімару з аніме-серіалу «Бліч».
Щодо англомовних акторів, то персонажа озвучували в різні періоди троє акторів. У Sonic Adventure 2, Sonic Heroes і Sonic Battle, героя озвучував Девід Хамфрі. Але починаючи з 2005 року, коли Sonic Team замінила всіх своїх акторів із озвучування персонажів, на акторів від компанії 4Kids Entertainment, що займалися дубляжем аніме «Сонік Ікс» у США, озвучувати Шедоу став Джейсон Гріффіт, якому був доручено і «голос» Соніка. Першою грою, в якій Гріффіт замінив Хамфрі, став спіноф Shadow the Hedgehog. Актор продовжував озвучувати Шедоу та Соніка аж до 2010 року, коли знову відбулася зміна акторів озвучення, зумовлена відмовою Sega від подальшої співпраці з 4Kids та перехід на послуги студії Studiopolis. Голос чорного їжака був довірений акторові Кірку Торнтону, більш відомому як голос Кімасе Хосігакі в американському дубляжі аніме та відеоігор серії «Наруто» і Гаррі Мейсона — протагоніста гри Silent Hill: Shattered Memories. Перша гра, де Торнтон озвучував їжака Шед - Sonic Free Riders.
У Sonic Generations персонажі, включаючи Шедоу, вперше стали дублюватися і іншими мовами крім японської та англійської: французька (Бенедикт ДюПак), німецька (Клаус Лохтов), італійська (Мауріціо Мерлуццо) та іспанська (Мануель Хімено).

## Відгуки критиків
Від преси Шедоу отримав переважно неоднозначні відгуки. Більшість критиків, серед яких Бен Шталь із сайту GameSpot, називали Шедоу «клоном» або ж «темною версією» Соніка. Представник інтернет-порталу Game Revolution охарактеризував їжака як «повну протилежність Соніка». У статті «Як Sega може врятувати їжака Соніка», опублікованій на сайті 1UP.com, журналіст Джеремі Періш писав про численних персонажів серії, яких краще позбутися, помітивши при цьому, що Шедоу це стосується подвійно. У 2009 році представник IGN Леві Б'юкенен розкритикував персонажів всесвіту Соніка, у тому числі і Шедоу, якого серед інших назвав невдалою спробою знайти «наступного потенційного маскоту». Крім самого персонажа, критик зазначив, що ігровий процес присвяченої йому гри], зокрема застосування вогнепальної зброї, став центральною проблемою для всіх останніх ігор серії, оскільки в них порівняно з першими платформерами, що виходили на консолі Mega Drive/Genesis, менше уваги стало приділятися швидкості.
У той же час, поява цього персонажа в іграх серії Sonic the Hedgehog була позитивно зустрінута фанатами. В офіційному опитуванні, проведеному сайтом Sonic Channel у 2006 році, серед 28 персонажів серії Sonic the Hedgehog Шедоу за популярністю посів друге місце. Рецензент сайту GameDaily Кріс Баффа поставив героя на 20-е місце у списку «25 найкращих антигероїв відеоігор», обґрунтувавши його включення до їх числа тим, що він, хоча іноді і бореться за добро, не проти розстріляти супротивників з кулемету. У списках сайту IGN він з'являвся і згадувався двічі: у списку «Найбільш сумнозвісні антигерої в іграх», де Шедоу посів 23-е місце, і в списку персонажів серії Sonic the Hedgehog, яких, крім самого Соніка, фанати хотіли б побачити у файтингу Super Smash Bros. Brawl. Представник Yahoo! Games відзначив Шедоу у списку дев'яти «Злісних ігрових персонажів», а в книгу рекордів Гіннеса він був поміщений на 25-е місце в переліку «50 найкращих персонажів відеоігор всіх часів».
Крім списків, які мали позитивний характер, Шедоу також згадувався у списках «найгірших персонажів». Чорний їжак посів друге місце в топі від сайту Sega Addicts «10 найгірших персонажів Sonic the Hedgehog», де був описаний як «постійно ниюча про Марію і своє похмуре минуле», «злісна і дратівлива» версія Соніка, створена для всіх цих діточок, що люблять емо-групи », і порівняний з Клаудом Страйфом - персонажем серії Final Fantasy. Шедоу був у подібних списках від GamesRadar (зайняв четверте місце) і Game Informer (отримав сьоме місце). Журналіст Джим Стерлінг, автор першого топу, назвав персонажа «ідеальним прикладом угробленої доброї ідеї», а Браян Шей, творець другого списку, зізнався, що спочатку він сам був фанатом їжака, проте образ як вічно похмурого страждальця швидко всім набрид, а останнім цвяхом у кришку труни Шедоу стала його власна окрема гра, що виявилася провальною.